# ولید عمبر
ولید عمبر (انگلیسی: Walid Amber؛ زادهٔ ۱۱ ژانویهٔ ۱۹۹۳) یک بازیکن فوتبال است.